# 耿瑛
耿瑛（1442年—？），字玉光，河南開封府杞縣人，民籍，明朝政治人物。

## 生平
河南鄉試第三十八名舉人。成化十七年（1481年）中式辛丑科會試第三百八十一名，三甲第一百九十五名進士。

## 家族
曾祖耿思義；祖父耿得林；父耿欽，母馬氏；繼母孔氏。具慶下。弟耿瑜、耿珣（贡士）、耿玠（听选官）、耿琬。